# Марусино (район імені Лазо)
Мару́сино (рос. Марусино) — село у складі району імені Лазо Хабаровського краю, Росія. Адміністративний центр Марусинського сільського поселення.

## Населення
Населення — 487 осіб (2010; 505 у 2002).
Національний склад (станом на 2002 рік):
- росіяни — 93 %